# John Walsh (scientifique)
Pour les articles homonymes, voir John Walsh et Walsh.
John Walsh (1er juillet 1726-9 mars 1795) est un zoologue britannique.

## Biographie
Walsh travaille pour la Compagnie anglaise des Indes orientales à Madras, il rentre en Grande-Bretagne au début des années 1760.
En 1757, Michel Adanson est le premier à considérer que la décharge de la silure du Sénégal est analogue à celle de la bouteille de Leyde. Cette hypothèse est vérifiée par Walsh en 1772 sur un autre poisson électrique, la torpille. Il publie plusieurs papiers en particulier « of the electric property of the torpedo » et « Of torpedoes found on the coast of England », tous deux lus devant la Royal Society.
Walsh est élu membre de la Royal Society en 1770 et reçoit la médaille Copley en 1773 pour ses travaux sur les torpilles.